# Chavarat Charnvirakul
Chawarat Charnvirakul (thaï : ชวรัตน์ ชาญวีรกูล, /t͡ɕʰá.wá.rát t͡ɕʰaːn.wiː.rá.kun/ ; RTGS : Chawarat Chanwirakun) est un homme d'État thaïlandais né le 7 juin 1936. Il est Premier ministre par intérim du 2 au 17 décembre 2008, à la suite de la destitution de Somchai Wongsawat, Premier ministre sortant, par la Cour constitutionnelle.
Il est membre du comité exécutif du Thai Rak Thai à la suite de la victoire du parti aux élections législatives de 2001 et à l'accession de Thaksin Shinawatra au pouvoir. Il se range ensuite derrière son fils, Anutin, qui devient proche de Thaksin Shinawatra. À la suite de la dissolution du Palang Prachachon en 2008, il co-fonde la Fierté thaïe, dont il en sera le chef de 2009 à 2012.

## Biographie

### Famille et éducation
Chawarat Charnvirakul, surnommé « Jin » (thaï : จิ้น), naît le 7 juin 1936 dans la province de Phra Nakhon (actuelle Bangkok), d'une famille d'origine chinoise thaïlandaise, avec des ancêtres originaires du Guangdong.
Après un passage à l'Assumption College (en), il obtient un baccalauréat en sciences économiques à l'université Thammasat, puis un diplôme en secteurs publics et privés du Collège de la Défense nationale (en).

### Vie professionnelle
Il commence dans le secteur de la construction, avec la création, en 1962, d'une société, « STECON (en) », et commence avec un capital de 2 millions de bahts. Elle s'inscrit dans la bourse de Thaïlande en 1994. Parmi les projets de construction les plus connus de la société, on trouve la construction de l'aéroport de Bangkok-Suvarnabhumi ou encore le Sappaya-Sapasathan, actuel et troisième siège de l'Assemblée nationale thaïlandaise. La société est également derrière la création de l'Electricity Generating Authority of Thailand.

### Vie privée
Marié avec Tassanee Charnvirakul, il a 3 enfants : Anutin, Masthawin et Anilrat.

## Parcours politique

### Membres de gouvernements successifs
Après sa carrière professionnelle, en 1994, il est nommé par les membres du Développement national (en) vice-ministre des Finances, au sein du premier gouvernement de Chuan Likphai. Après le bref gouvernement Silpa-archa entre 1995 et 1996, il retrouve ce même poste cette fois-ci au sein du gouvernement de Chawalit Yongchaiyut. 
Douze ans plus tard, soit en 2008, il est d'abord ministre du Développement national et de la Sécurité humaine au sein du gouvernement de Samak Sunthorawet entre mai et août, puis ministre de la Santé publique entre août et septembre. À la suite de la destitution de celui-ci par la Cour constitutionnelle, et remplacé entre temps par Somchai Wongsawat, il devient vice-Premier ministre.
Il est, enfin, ministre de l'Intérieur au sein du gouvernement d'Aphisit Wetchachiwa, entre 2008 et 2011.

### Premier ministre par intérim
Le 2 décembre 2008, la Cour constitutionnelle thaïlandaise ordonne la dissolution du Palang Prachachon et rend inéligible ses dirigeants, démettant ainsi Somchai Wongsawat et certains des ministres de son gouvernement de leurs fonctions.
Bien qu'il fût membre du gouvernement (et membre du parti par la même occasion), il ne faisait pas partie du comité exécutif du Palang Prachachon, faisant ainsi de lui un potentiel candidat pour le poste. Les membres restants du gouvernement décident de le nommer Premier ministre par intérim, sans passer par la Chambre des représentants, ce qui était contraire à la Constitution alors en vigueur à cette période (le Premier ministre devait être membre de la Chambre des représentants, ce que Chawarat n'était pas). Des sénateurs sont même allés jusqu'à déposer une lettre à la Cour constitutionnelle concernant sa légalité sur sa nomination au poste de Premier ministre intérimaire.
Celui-ci est finalement remplacé par Aphisit Wetchachiwa le 15 décembre 2008 à la suite de son élection par la Chambre des représentants.

### Co-fondateur de la Fierté thaïe
La Fierté thaïe est un parti fondé le 5 novembre 2008, par anticipation de la dissolution du Parti démocrate neutre le 2 décembre. Il naît d'une faction déjà existante du Palang Prachachon et qui était menée par Newin Chidchob (en). Lors de sa conférence de presse de présentation en 2009, Chawarat Charnvirakul fait partie de l'un des fondateurs. 
Le 14 février 2009, lors d'une assemblée générale, le parti élit un nouveau comité exécutif, et vote pour Chawarat Charnvirakul à la tête du parti.  Il est de nouveau réélu dans une nouvelle assemblée générale en novembre de la même année.
Il garde ce poste jusqu'au 14 octobre 2012, date à laquelle son fils, Anutin, lui succède à la tête du parti.

## Détail des fonctions

### Au sein de l'exécutif

#### Premier ministre et vice-Premier ministre
- 24 septembre – 16 décembre 2008 : vice-Premier ministre du gouvernement Wongsawat.
- 2 – 17 décembre 2008 : Premier ministre par intérim.

#### Ministre
- 23 mai – 2 août 2008 : ministre du Développement social et de la Sécurité humaine du gouvernement Sunthorawet.
- 2 août – 2 septembre 2008 : ministre de la Santé publique du gouvernement Sunthorawet.
- 20 décembre 2008 – 6 août 2011 : ministre de l'Intérieur du gouvernement Wetchachiwa.

#### Vice-ministre
- 17 décembre 1994 – 19 mai 1995 : vice-ministre des Finances dans le premier gouvernement Chuan Likphai.
- 29 novembre 1996 – 24 octobre 1997 : vice-ministre des Finances dans le gouvernement Chawalit Yongchaiyut.

### Au sein de partis politiques
- membre du comité exécutif du Thai Rak Thai (TRT).
- 14 février 2009 – 14 octobre 2012 : chef de la Fierté thaïe (FT).

## Distinctions
- Grand-croix de l'Ordre de la Couronne de Belgique (1990).
- Chevalier grand-cordon (de classe spéciale) de l'Ordre de la Couronne de Thaïlande (1997)[15].
- Chevalier grand-cordon (de classe spéciale) de l'Ordre de l'Éléphant blanc (2004)[16].
- Médaille d'honneur de première classe des Scouts (2009)[17].
- Commandant de l'Ordre de l'Empire britannique (2015)[18]. Reçue du gouvernement de Papouasie-Nouvelle-Guinée.